# Острівне (Леб'яжівський округ)
Острівне́ (рос. Островное) — присілок у складі Леб'яжівського округу Курганської області, Росія.
Населення — 112 осіб (2010, 318 у 2002).